# Božský Bruce
Božský Bruce je americká filmová komedie. Hlavní roli neúspěšného televizního reportéra Bruce Nolana, který od Boha (Morgan Freeman) dostane jeho moc, ztvárnil Jim Carrey, jeho přítelkyni Grace Connelyovou zahrála Jennifer Anistonová.

## Děj
Neúspěšný reportér Bruce (Jim Carrey) bez ustání hořce obviňuje Boha za vše nepříjemné, co se mu v životě děje – výpověď po neúspěšné reportáži (ke které přispěla zákeřnost kolegy Evana), zmlácení pouličním gangem a hádka s přítelkyní Grace.
Jednoho dne dostane záhadný vzkaz s nabídkou práce. Když se tam dostaví, nalezne rozlehlou budovu a v ní muže (Morgan Freeman), který se mu představí jako Bůh:
Nějak hodně sis na mě naříkal, Bruci, a už mě to unavuje (...) Chci Ti nabídnout práci. Mou práci. Myslíš, že to dokážeš líp - máš možnost. Až odtud nyní odejdeš, budeš obdařen veškerou mou mocí.
Bruce však tuto moc využívá sobecky ve svůj prospěch: k pomstě Evanovi, oslnění Grace a získání slávy svými reportážemi. Když jej Grace přistihne při flirtu s kolegyní, dojde jí trpělivost s Brucovým dlouhodobým sobectvím a rozejde se s ním. Bruce je zdrcen a nedokáže tuto situaci unést. Chce svoji moc použít, aby donutil Grace změnit názor, ale nemůže, protože svoji moc nesmí používat k maření svobodné vůle druhých.
Když je zahlcen modlitbami, rozhodne se všechny vyslyšet, což vede k paradoxním situacím: hlavní výhru v loterii získá obrovský počet lidí, takže každému je vyplacena nepatrná částka. Výsledkem jsou nepokoje v ulicích. Bruce zděšeně žádá Boha o radu. Ten se mu zjeví a s otcovskou láskou mu radí:
(Bruce): Bylo jich tolik. Dal jsem jim to, co chtěli.
Jo? A odkdy vůbec někdo ví, co opravdu chce?
Co mám dělat?
Rozdělit polévku není zázrak, Bruci, to je kabaretní trik (...) Mladík, který řekne drogám ne a vzdělání ano, to je zázrak. Lidi po mně chtějí, abych dělal všechno, a přitom nevidí, že sami mají moc.
Bruce se změní, opouští svoji sebelítost, přestane se honit za slávou a tráví čas pomáháním druhým. Poté však zaslechne modlitbu Grace "Bože, pomoz mi zapomenout na Bruce, přestat jej milovat. Nechci už víc trpět."
To Bruce zcela zlomí, takže před Bohem kapituluje a uzná, že Bůh ví lépe, co je pro něj správné. V ten moment jej srazí auto, ale Bůh jej nechá přežít.
V nemocnici se Bruce (již bez božské moci) smíří s Grace a společně začnou žít životem pro druhé, při němž Bruce odloží ego a využije svůj smysl pro humor v reportážích i v propagaci dárcovství krve.

## Pokračování
Na film volně navazuje film Božský Evan.